# Katchang Point
Das Kap Katchang Point in dem westafrikanischen Staat Gambia liegt im Fluss Gambia auf dem nördlichen Flussufer rund 110 Kilometer von der Mündung in den Atlantischen Ozean entfernt.
Das Kap liegt an der Mündung des Katchang Bolong in den Gambia.